# アカノドシャコ
アカノドシャコ（赤喉鷓鴣、学名：Francolinus afer)は、キジ目キジ科の鳥類。狩猟鳥である。かつてはケヅメシャコ属（Galloperdix）に分類されていた。

## 分布
アフリカ中央部一帯から東はタンザニアの沿岸まで分布する。

## 形態
体長は25〜38cmで、7つの亜種の間での体格の差が大きい。黒っぽいシャコで、背部は茶色、腹部は黒い縞の入った灰色または白色。嘴、裸出した顔の皮膚、首、脚は鮮やかな赤色をしている。

## 生態
警戒心が強く、繁茂した植生に隠れていることが多いが、危険が少なく、茂みが近くにあれば開けた灌木地帯や農耕地でも餌を探しに訪れることがある。3〜9個の卵を地面に直に産む。その広い分布域にわたり、普通に見られる鳥である。

## 参照・注釈
1. ↑  Francolinus afer  (Species Factsheet by BirdLife International)